# Searching for the Young Soul Rebels
Az 1980-as Searching for the Young Soul Rebels a Dexys Midnight Runners első nagylemeze. Az album 98. lett a brit Channel 4 Minden idők 100 legjobb albuma felmérésén. 2000-ben a Q magazin a 85. helyre tette Minden idők 100 legjobb brit albuma listáján. Szerepel az 1001 lemez, amit hallanod kell, mielőtt meghalsz című könyvben.
A Burn It Down nyitódal a Dance Stance kislemez újra rögzített és átnevezett felvétele. A Seven Days Too Long egy Chuck Wood-feldolgozás.
2010-ben jelent meg a 30. évfordulóra egy két CD-s speciális kiadás.

## Az album dalai
| 1. | Burn It Down                      | Kevin Rowland                        | 4:21 |
| 2. | Tell Me When My Light Turns Green | Rowland                              | 3:46 |
| 3. | The Teams That Meet in Caffs      | Kevin Archer                         | 4:08 |
| 4. | I'm Just Looking                  | Rowland, Jeff Blythe, Peter Saunders | 4:41 |
| 5. | Geno                              | Rowland, Archer                      | 3:31 |

| 1. | Seven Days Too Long                                 | J.R. Bailey, Vernon Harrell | 2:43 |
| 2. | I Couldn't Help It If I Tried                       | Rowland, Jim Paterson       | 4:14 |
| 3. | Thankfully Not Living in Yorkshire It Doesn't Apply | Rowland, Saunders           | 2:59 |
| 4. | Keep It                                             | Archer, Blythe              | 3:59 |
| 5. | Love Part One                                       | Rowland                     | 1:12 |
| 6. | There, There, My Dear                               | Rowland, Archer             | 6:03 |

## Közreműködők
- Kevin "Al" Archer – gitár, ének, jegyzetek
- Kevin Rowland – basszusgitár, gitár, zongora, ének
- Geoffrey Blythe – kürt, szaxofon
- Andy Leek – orgona
- "Big" Jim Paterson – harsona
- Peter Saunders – orgona
- Steve Spooner – kürt, altszaxofon
- Mick Talbot – billentyűk
- Pete Williams – basszusgitár
- Andy Growcott – dob

### Produkció
- Pete Wingfield – producer
- Barry Hammond – hangmérnök
- Peter Barrett – művészi munka

## Fordítás
Ez a szócikk részben vagy egészben a Searching for the Young Soul Rebels című angol Wikipédia-szócikk ezen változatának fordításán alapul.  Az eredeti cikk szerkesztőit annak laptörténete sorolja fel. Ez a jelzés csupán a megfogalmazás eredetét és a szerzői jogokat jelzi, nem szolgál a cikkben szereplő információk forrásmegjelöléseként.